# ホンダ・TMX125
TMX125（ティーエムエックス125）は、ホンダフィリピンズ・インコーポレーテッド（英: Honda Philippines Inc.）が製造販売している自動二輪車である。
TMX125は姉妹車のTMX155と共に、トライシクル（英: Tricycle）と呼ばれる側車付き旅客用自動二輪車の種車として開発され、予め側車連結部が用意される。「TMX」の由来は「Tricycle Model Xtreme」だとする説もある。

## TMX125
2003年1月に発売され、2013年12月に製造を終了した。1976年から製造されたTM110を祖とし、基本設計はCG125と同じく、総排気量124.1ccの4ストローク単気筒OHVエンジンを搭載する。

## TMX125 Alpha
TMX125が、TMX125 Alphaの販売呼称で再販されることとなり、ラインオフ式典が2014年10月1日にバタンガスの工場で開かれた。同地で、2015年型（CCG125WHF）として同年10月8日に発売することが発表された。EU圏内統一排出ガス規制のEURO2に対応している。
2017年11月2日に、2018年型（CCG125WHJ）が発表された。EU圏内統一排出ガス規制のEURO3に対応している。
2021年1月26日に、2021年型（CCG125M）が発表された。リア・スプロケットの丁数を変更し走行特性を調整した。希望小売価格は51,400PHPに据え置かれた。

## 脚註

### 註釈
1. ↑  ホンダフィリピンズ・インコーポレーテッドは、本田技研工業のフィリピンにおける自動二輪車生産・販売現地法人で、本田技研工業は「Honda Philippines Inc.」を「ホンダフィリピンズ・インコーポレーテッド」と邦訳している[13]。
2. ↑  日本国国土交通省は、フィリピンの側車付き旅客用自動二輪車「Tricycle」を「トライシクル」と邦訳している[14]